# Метеоритика

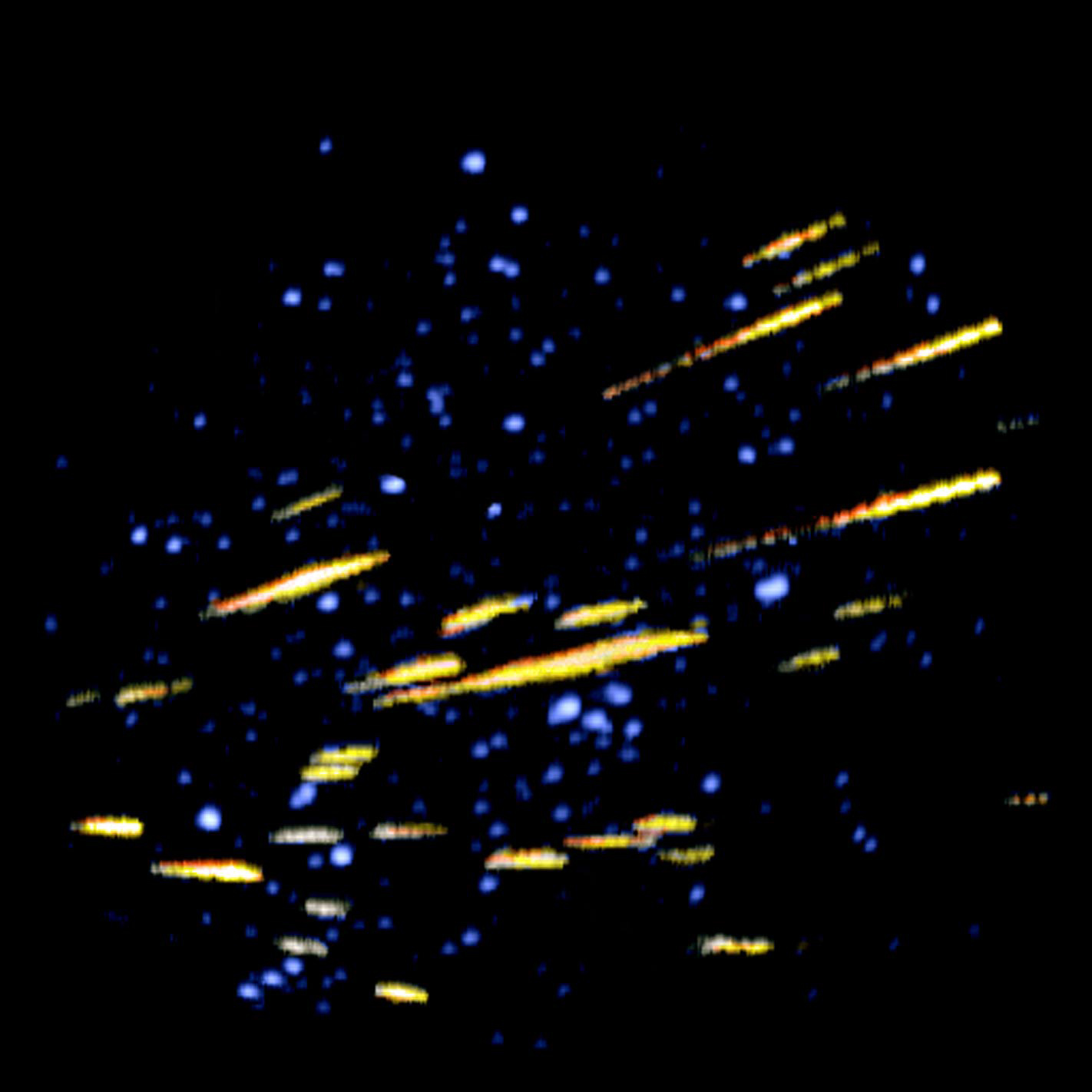
Метеорний потік

Метеори́тика — наука на стику астрономії і геологічних наук, що вивчає рух метеорних тіл, їх взаємодію з атмосферою при падінні на Землю, склад й інші властивості метеоритів, з метою зрозуміти походження і розвиток Сонячної системи.
Метеоритика, як розділ астрономії також називається Метеорна астрономія і тісно пов'язана з іншими науками про космос, такими як астероїдна астрономія, кометна астрономія, планетологія, космогонія, фізика міжзоряного середовища, теорія еволюції зірок.
Метеоритика, як розділ геології, вивчає склад, властивості та походження метеоритів.